# Артурас Зуокас
Артурас Зуокас (лит.:Artūras Zuokas; *21 лютого 1968, Каунас) — литовський політик, бізнесмен та тележурналіст. Лідер партії YES, до 2015 — міський голова Вільнюса. Депутат Сейму (2008—2009). З 2014 — голова політичної партії «Литовська спілка свободи».

## Біографія
Зуокас закінчив середню школу в місті Йонава. Потім працював незалежним репортером, військовим кореспондентом в Іраку. В молодості також був військовим кореспондентом у Грузії, Азербайджані, Чечні, Абхазії і Південній Осетії. Провів стажування в інформаційних агенціях, зокрема у Сполучених Штатах.
З середини 1990-х років був одним з ініціаторів відродження столичного мікрорайону Ужупіс (Užupis), який мав сумну славу занехаяного району. Створення так званої Ужупської Республіки (Užupio Respublika) стало початком його політичної кар'єри. 2000 став наймолодшим міським головою Вільнюса (32 роки). Після кількох парламентських кампаній ще раз обирається на посаду міського голови Вільнюса. Опоненти заявляють про фактичне банкрутство муніципальної влади Вільнюса, однак Зуокас це заперечує.
2014 узяв участь у президентських виборах. У першому турі набрав 5,22 % голосів — це шосте місце серед семи кандидатів. Після невдалих президентських виборів очолив нову партію «Литовська спілка свободи».

## Нагороди
- Орден «За заслуги» (2001, Франція)[6];
- Орден Трьох зірок (2003, Латвія)[6];
- Почесний доктор Вільнюського технічного університету Гедиміна (2003)[6];
- Ігнобелівська премія (2011)[7].

## Приватне життя
Говорить англійською, німецькою та російською мовами. Дружина Аґне Зуокіене (Agnė Zuokienė), має троє дітей. Інтереси: вітрильний спорт, теніс, фотографія.